# Christian Wilhelmsson
Christian Ulf "Chippen" Wilhelmsson (Malmö, 8 de dezembro de 1979), é um ex-futebolista sueco que jogava como meio-campista.

## Carreira
Wilhelmsson iniciou sua carreira profissional no Mjällby AIF, em 1997, onde ficou por duas temporadas.
A partir de 1998, jogou na equipa norueguesa Stabæk Fotball, antes de assinar pelo Anderlecht, em 2003. No clube belga, conseguiu atingir o auge de sua carreira, realizando 90 jogos e marcando 14 gols.
Após a Copa do Mundo 2006, Wilhelmsson mudou-se para França, onde atuou pelo Nantes. Sem alcançar a sua melhor forma do Anderlecht, foi emprestado à Roma, em Janeiro de 2007 para jogar a segunda parte da temporada 2006/07.
No começo na temporada 2007/08, Wilhelmsson assinou com o Bolton Wanderers, também por empréstimo. Com poucas oportunidades no time titular do clube inglês e com exibições apagadas, o Bolton resolveu cedê-lo de volta ao Nantes, que o emprestou novamente no mercado de Inverno, desta vez para o Deportivo de La Coruña.
No início da temporada 2008/09, devido ao seu fraco desempenho no Nantes, foi vendido ao Al-Hilal, da Arábia Saudita, por €3,5 milhões. Fez contrato com o clube árabe até Junho de 2012.
Em 5 de Setembro de 2012, após fim de seu contrato, assinou com o Los Angeles Galaxy. Em dezembro do mesmo ano foi dispensado.
Em 2013, assinou contrato com o clube qatari Baniyas. Após retornar para o futebol sueco em 2014, atuou até 2018 - ano de sua aposentadoria.

## Seleção nacional
Pela seleção sueca, Wilhelmsson disputou as Euros de 2004 e 2008, onde sofreu uma ruptura muscular na coxa direita, após uma arrancada no jogo contra a Grécia, e ainda a Copa do Mundo 2006, onde foi um dos grandes destaques de sua seleção, ao lado de Ljungberg e Ibrahimović.
Como a Suécia foi eliminada das eliminatórias europeias para a Copa 2010, Wilhelmsson não pôde disputar seu segundo mundial no ano de 2010.

## Títulos
Anderlecht
- Campeonato Belga de Futebol (2): 2003–04, 2005–06

Roma
- Coppa Italia (1): 2006–07

Al-Hilal
- Campeonato Saudita de Futebol (2): 2009–10, 2010–11
- Saudi Crown Prince Cup (3): 2009–10, 2010–11, 2011–12

Los Angeles Galaxy
- MLS Cup (1): 2012

Baniyas
- GCC Champions League: 2012–13

Suécia
- King's Cup: 2003

Individual
- Stor Grabb: 2005[7]
- Saudi Professional League: Silver Boot 2009–10, 2010–11